# 正交群
数学上，数域F上的n阶正交群，记作O(n,F)，是F上的n×n 正交矩阵在矩阵乘法下构成的群。它是一般线性群GL(n,F)的子群，由
{\displaystyle \mathrm {O} (n,F)=\{Q\in \mathrm {GL} (n,F)\mid Q^{T}Q=QQ^{T}=I\}\;}给出。
这里QT是Q的转置。实数域上的经典正交群通常就记为O(n)。
更一般地，F上一个非奇异二次型的正交群是保持二次型不变的矩阵构成的群。嘉当-迪奥多内定理描述了这个正交群的结构。
每个正交矩阵的行列式为1或−1。行列式为1的n×n正交矩阵组成一个O(n,F)的正规子群，称为特殊正交群SO(n,F)。如果F的特徵为2，那么1 = −1，从而O(n,F)和SO(n,F)相等；其他情形SO(n,F)在O(n,F)中的指数是2。特征2且偶数维时，很多作者用另一种定义，定义SO(n,F)为迪克森不变量的核，这样它在O(n,F)中总有指数2。
O(n,F)和SO(n,F)都是代数群，因为如果一个矩阵是正交的条件，即转置等于逆矩阵，能够定义成一些关于矩阵分量的多项式方程。

## 实数域上的正交群
实数域R上的正交群O(n,R)和特殊正交群SO(n,R)在不会引起误会时经常记为O(n)和SO(n)。他们是n(n-1)/2 维实紧李群。O(n,R)有两个连通分支，SO(n,R)是单位分支，即包含单位矩阵的连通分支。
实正交群和特殊正交群有如下的解释：
O(n,R)是欧几里得群E(n)的子群，E(n)是Rn的等距群；O(n,R)由其中保持原点不动等距组成。它是以原点为中心的球面 (n = 3)、超球面和所有球面对称的对象的對稱群。
SO(n,R)是E+(n)的子群，E+(n)是“直接”等距，即保持定向的等距；SO(n,R)由其中保持原点不动的等距组成。它是以原点为中心的球面和所有球面对称对象的旋转群。
{ I, −I }是O(n,R)的正规子群并是特征子群；如果n是偶数，对SO(n,R)也对。如果n是奇数，O(n,R)是SO(n,R)和{ I, −I }的直积。k重旋转循环群Ck对任何正整数k都是O(2,R)和SO(2,R)的正规子群。
取合适的正交基，等距是
{\displaystyle {\begin{bmatrix}{\begin{matrix}R_{1}&&\\&\ddots &\\&&R_{k}\end{matrix}}&0\\0&{\begin{matrix}\pm 1&&\\&\ddots &\\&&\pm 1\end{matrix}}\\\end{bmatrix}}}
的形式。这里矩阵R1,...,Rk是2×2旋转矩阵。
圆的對稱群是O(2,R)，也称为Dih(S1)，这里S1是模长1複数的乘法群。
SO(2,R) (作为李群)同构于圆S1（圆群）。这个同构将複数exp(φi) = cos(φ) + i sin(φ)映到正交矩阵
{\displaystyle {\begin{bmatrix}\cos(\phi )&-\sin(\phi )\\\sin(\phi )&\cos(\phi )\end{bmatrix}}}。
群SO(3,R)，视为3维空间的旋转，是科学和工程中最重要的群。参见旋转群和3×3旋转矩阵利用轴和角的一般公式
在代数拓扑方面，对n > 2，SO(n,R)的基本群是2阶循环，而自旋群Spin(n)是其万有覆叠。对n = 2基本群是无限循环而万有覆叠对应于实数轴（旋量群Spin(2)是惟一的2重覆叠）
李群O(n,R)和SO(n,R的李代数由斜对称实n×n矩阵组成，李括号由交换子给出。这个李代数经常记为  o(n,R)或so(n,R)。

### 保持原点的3维同构
保持R3原点不动的同构，组成群O(3,R)，能分成如下几类：
- SO(3,R):
  - 恒同
  - 绕一个过原点的轴转动不等于180°
  - 绕一个过原点的轴转动180°
- 以上与关于原点的点反演（x映到−x）复合，分别为：
  - 关于原点的点反演
  - 绕一轴旋转一个不等于180°的角度，与关于过垂直于轴且过原点的平面的反射的复合
  - 关于一个过原点的平面的反射

特别地指出4阶和5阶正交群，在更宽泛的意义下6阶也是，称为反射旋转。类似的参见欧几里得群。

### 共形群
作为保持距离的同构，正交变换也保角，从而是共形变换，但是不是所有的共形变换都是正交变换。Rn的线性共形映射构成的群记作CO(n)，由正交群和收缩的乘积给出。如果n是奇数，两个子群不相交，他们是直积：{\displaystyle \operatorname {CO} (2n+1)=\operatorname {O} (2n+1)\times \mathbf {R} }；如果n是偶数，两个子群的交是{\displaystyle \pm 1}，所以这不是直积，但这是和正收缩子群的直积：{\displaystyle \operatorname {CO} (2n)=\operatorname {O} (2n)\times \mathbf {R} ^{+}\;}。
我们可以类似地定义CSO(n)，这时总有{\displaystyle \operatorname {CSO} (n):=\operatorname {CO} (n)\cap \operatorname {GL} _{+}(n)=\operatorname {SO} (n)\times \mathbf {R} ^{+}\;}。

## 複数域上正交群
複数域C上，O(n,C)和SO(n,C)是C上n(n-1)/2维的李群，这意味着实维数是n(n-1)。O(n,C)有两个连通分支，SO(n,C)是包含恒同矩阵的分支。当n ≥ 2时，这些群非紧。
和实情形一样，SO(n,C)不是单连通的，对n > 2  SO(n,C)的基本群是2阶循环群，而SO(2,C)的基本群是无穷循环群。
O(n,C)和SO(n,C)的複李代数由斜对称複n×n矩阵组成，李括号由交换子给出。

## 拓扑

### 低维数
低维实正交群是熟悉的空间：
{\displaystyle {\begin{aligned}O(1)&=\left\{\pm 1\right\}=S^{0}\\SO(1)&=\left\{1\right\}=*\\SO(2)&=S^{1}\\SO(3)&=\mathbf {RP} ^{3}\end{aligned}}}
由于三维旋转在工程中有重要应用，产生了很多SO(3)上的卡。

### 同伦群
正交群的同伦群和球面的同伦群密切相关，从而一般是很难计算的。
但是我们可以计算出稳定正交群的同伦群（也称为有限正交群），定义为包含序列
{\displaystyle O(0)\subset O(1)\subset O(2)\subset \cdots \subset O=\bigcup _{k=0}^{\infty }O(k)}
的正向极限（因为包含都是闭包含，从而是上纤维化，也能理解成并）。
{\displaystyle S^{n}}是{\displaystyle O(n+1)}的齐性空间，从而有如下纤维丛：
{\displaystyle O(n)\to O(n+1)\to S^{n},}
可以理解为：正交群{\displaystyle O(n+1)} 传递地作用于单位球面{\displaystyle S^{n}}上，一点（看作一个单位向量）的稳定子群是其正交补的正交群，这是第一维的正交群。映射{\displaystyle O(n)\to O(n+1)}是自然包含。
从而包含{\displaystyle O(n)\to O(n+1)}是(n-1) -连通的，故同伦群稳定，对{\displaystyle n>k+1}有{\displaystyle \pi _{k}(O)=\pi _{k}(O(n))}，所以稳定空间的同伦群等于非稳定空间的低维同伦群。
通过博特周期性定理，{\displaystyle \Omega ^{8}O\simeq O}，从而O的同伦群以8为周期，即  {\displaystyle \pi _{k+8}O=\pi _{k}O}，这样我们只要计算出最低8个同伦群就算出了所有群。
{\displaystyle {\begin{aligned}\pi _{0}O&=\mathbf {Z} /2\\\pi _{1}O&=\mathbf {Z} /2\\\pi _{2}O&=0\\\pi _{3}O&=\mathbf {Z} \\\pi _{4}O&=0\\\pi _{5}O&=0\\\pi _{6}O&=0\\\pi _{7}O&=\mathbf {Z} \\\end{aligned}}}

#### 和KO-理论的关系
通过cluching construction，稳定空间O的同伦群和稳定球面上的向量丛等价（同构的意义下），提高一个维数：{\displaystyle \pi _{k}O=\pi _{k+1}BO}。
设{\displaystyle KO=BO\times \mathbf {Z} =\Omega ^{-1}O\times \mathbf {Z} }（使得{\displaystyle \pi _{0}}满足周期性），我们得到：
{\displaystyle {\begin{aligned}\pi _{0}KO&=\mathbf {Z} \\\pi _{1}KO&=\mathbf {Z} /2\\\pi _{2}KO&=\mathbf {Z} /2\\\pi _{3}KO&=0\\\pi _{4}KO&=\mathbf {Z} \\\pi _{5}KO&=0\\\pi _{6}KO&=0\\\pi _{7}KO&=0\\\end{aligned}}}

#### 同伦群的计算和解释

##### 低维群
最初的几个同论群可以用低维群的同论群具体的描述。
- {\displaystyle \pi _{0}(O)=\pi _{0}(O(1))=\mathbf {Z} /2}保持/反定向（这个类存留到{\displaystyle O(2)}从而稳定）

{\displaystyle SO(3)=\mathbf {RP} ^{3}=S^{3}/(\mathbf {Z} /2)}得出：
- {\displaystyle \pi _{1}(O)=\pi _{1}(SO(3))=\mathbf {Z} /2}即自旋群
- {\displaystyle \pi _{2}(O)=\pi _{2}(SO(3))=0}，有到{\displaystyle \pi _{2}(SO(4))}的满射，从而后一个群消失。

##### 李群
由李群一般性事实，{\displaystyle \pi _{2}G}总消失，{\displaystyle \pi _{3}G}是自由阿贝尔群。

##### 向量丛
从向量丛的观点来看，{\displaystyle \pi _{0}(KO)}是{\displaystyle S^{0}}上的向量丛，具有两个点。从而在每个点上，丛是平凡的，这个丛的非平凡性是两个点上向量空间的维数之差，所以
{\displaystyle \pi _{0}(KO)=\mathbf {Z} }是维数。

##### 环路空间
利用博特周期性中环路空间具体的描述，我们可以将高维同伦群理解为容易分析的低维空间的同伦。利用{\displaystyle \pi _{0}}、O，以及O/U有两个分支，{\displaystyle KO=BO\times \mathbf {Z} }和{\displaystyle KSp=BSp\times \mathbf {Z} }有{\displaystyle \mathbf {Z} }个分支，其实是连通的。

#### 同伦群的解释
一小部分结论：
- {\displaystyle \pi _{0}(KO)=\mathbf {Z} }是维数
- {\displaystyle \pi _{1}(KO)=\mathbf {Z} /2}是定向
- {\displaystyle \pi _{2}(KO)=\mathbf {Z} /2}是自旋
- {\displaystyle \pi _{4}(KO)=\mathbf {Z} }是拓扑量子场理论

令{\displaystyle F=\mathbf {R} ,\mathbf {C} ,\mathbf {H} ,\mathbf {O} }，以及{\displaystyle L_{F}}为射影线{\displaystyle \mathbf {FP} ^{1}}上的重複线丛，{\displaystyle [L_{F}]}是其K-理论。注意到{\displaystyle \mathbf {RP} ^{1}=S^{1},\mathbf {CP} ^{1}=S^{2},\mathbf {HP} ^{1}=S^{4},\mathbf {OP} ^{1}=S^{8}}，这些得出相应球面上的向量丛，以及：
- {\displaystyle \pi _{1}(KO)}由{\displaystyle [L_{\mathbf {R} }]}生成
- {\displaystyle \pi _{2}(KO)}由{\displaystyle [L_{\mathbf {C} }]}生成
- {\displaystyle \pi _{4}(KO)}由{\displaystyle [L_{\mathbf {H} }]}生成
- {\displaystyle \pi _{8}(KO)}由{\displaystyle [L_{\mathbf {O} }]}生成

## 有限群上的正交群
正交群也能定義在有限域{\displaystyle \mathbf {F} _{q}}上，這里{\displaystyle q}是一個質數{\displaystyle p}的冪。在這樣的域上定義正交群，偶數維時有兩類：{\displaystyle O^{+}(2n,q)}和{\displaystyle O^{-}(2n,q)}；奇數維有一類：{\displaystyle O(2n+1,q)}。
如果{\displaystyle V}是正交群{\displaystyle G}作用的向量空間，它可以寫成正交直和：
{\displaystyle V=L_{1}\oplus L_{2}\oplus \cdots \oplus L_{m}\oplus W}，
這里{\displaystyle L_{i}}是雙曲線而{\displaystyle W}不包含奇異向量。如果{\displaystyle W=0}，那么{\displaystyle G}是正類型；若{\displaystyle W=<w>}那么{\displaystyle G}有偶維數；若{\displaystyle W}有維數2，則{\displaystyle G}是負類型。
在n = 1的特例，{\displaystyle O^{\epsilon }(2,q)}是階為{\displaystyle 2(q-\epsilon )}的二面體群。
當特征大于2時，記O(n,q) = { A ∈ GL(n,q) : A·At=I }。關于這些群的階數我們有以下公式
{\displaystyle |O(2n+1,q)|=2q^{n}\prod _{i=0}^{n-1}(q^{2n}-q^{2i})}。
如果{\displaystyle -1}是{\displaystyle \mathbf {F} _{q}}中的平方元素
{\displaystyle |O(2n,q)|=2(q^{n}-1)\prod _{i=1}^{n-1}(q^{2n}-q^{2i})}。
如果{\displaystyle -1}不是{\displaystyle \mathbf {F} _{q}}中的平方元素
{\displaystyle |O(2n,q)|=2(q^{n}+(-1)^{n+1})\prod _{i=1}^{n-1}(q^{2n}-q^{2i})}。

## 迪克森不变量
对偶数维正交群，迪克森不变量是从正交群到Z/2Z的同态，是0或1取决于一个元素是偶数个还是奇数个反射的复合。在特征不等于2的域上迪克森不变量和行列式等价：行列式等于−1的迪克森不变量次幂。
在特征2的域上，行列式总为1，所以迪克森不变量给出了额外的信息。在特征2域上许多作者定义特殊正交群为迪克森不变量为0的元素，而不是行列式为1。
迪克森不变量也能对所有维数的克利福德群和Pin群类似地定义。

## 特征2域上正交群
特征2域上的正交群常常有不同的表現。這一節列出一些不同：
- 任何域上的任何正交群都是由反射生成，惟一的例外是兩個元素的域上的维特指标為2的4維向量空間(Grove 2002，Theorem 6.6 and 14.16)。注意特征2域上的反射定義稍不同。特征2域，垂直于一個向量u的反射將v映為v+B(v,u)/Q(u)·u，這里B是一個雙線性形式，Q是和正交矩陣相連的二次形式。而通常的豪斯霍尔德变换是將v映到v-2·B(v,u)/Q(u)·u，當奇特征和零特征時與比較兩者不同。

- 特征2時正交群的中心總是1階，而不是2階。

- 在特征2的奇維數2n+1時，完全域上的正交群和2n維辛群相同。事實上特征2時的辛形式時可交換的，而維數為奇數故總有一個1維的核，模去核的商是一個2n維辛空間，正交群作用在它上面。

- 在特征2的偶維數，正交群是辛群的一個子群，因為此時二次型的辛雙線性形式也是可交換的。

## 旋量模
旋量模是一個從域F上正交群到域F的乘法群模去平方元素
F*/F*2
的同態，将关于模长为n向量的反射映到F*/F*2中的n。
旋量模对实数域上的正交群是平凡的，但是其它域上常常不平凡，譬如实数域上不定二次型定义的正交群。

## 伽罗瓦上同调和正交群
代数群的伽罗瓦上同调理论，引入了一些更深入的观点。它们有解释的价值，特别是二次型理论的联系；
但就目前所发现的现象而言，大部分都是“马后炮”。第一个观点是一个域上的二次型或者一个正交群的扭曲形式（张量）可以与伽罗瓦H1等同起来。作为一个代数群，正交群一般不是连通或单连通的；第二个观点是引入自旋现象，但前一个和判别式相联系。
一个旋量模的“spin”名字可以用与自旋群（更准确地pin群）的一个联系来解释。这种方法现在可以马上用伽罗瓦上同调（引入克利福德代数的术语）来解释。正交群的自旋群覆叠给出了一个代数群的短正合列：
{\displaystyle 1\rightarrow \mu _{2}\rightarrow Pin_{V}\rightarrow O_{V}\rightarrow 1}
这里μ2是单位根的代数群；在一个特征非2的域上，粗略地看，和作用平凡的两元素群相同。
从H0（就是取值于F中点的群OV(F)）到H1(μ2)的连接同态本质上是spinor模，因为  H1(μ2)同构于域模去平方元素的乘法群。
正交群的H1到自旋群覆叠的核的H2也存在连接同态。因上同调是非阿贝尔的，所以，至少用普通定义，这是我们能走得最远的。

## 重要子群
物理中，特别是在Kaluza-Klein紧化领域，找出正交群的子群非常重要。主要结论如下：
{\displaystyle O(n)\supset O(n-1)}
{\displaystyle O(2n)\supset SU(n)}
{\displaystyle O(2n)\supset USp(n)}
{\displaystyle O(7)\supset G_{2}}
正交群O(n)也是一些李群的重要子群：
{\displaystyle SU(n)\supset O(n)}
{\displaystyle USp(2n)\supset O(n)}
{\displaystyle G_{2}\supset O(3)}
{\displaystyle F_{4}\supset O(9)}
{\displaystyle E_{6}\supset O(10)}
{\displaystyle E_{7}\supset O(12)}
{\displaystyle E_{8}\supset O(16)}
群O(10)在超弦理论中非常重要，因为它是10维时空的对称群。